# Hermann Bengtson
Hermann Bengtson (2. juli 1909 – 3. november 1989) var en tysk oldtidshistoriker, samt rektor ved universitetet i Würzburg. Hans speciale var græsk oldtidshistorie, koncentreret hovedsagelig omkring hellenistisk historie og kultur.
Bengtson studerede i starten af 1930'erne klassisk filologi, historie, assyriologi og ægyptologi ved universiteterne i Hamburg, München og Pisa. Hans forskning inden for hellenistisk historie var omfattende og blev på mange måder grundlæggende inden for studiet af visse emner, bl.a. studiet af hellenistiske herskerskikkelser i hans Herrschergestalten des Hellenismus.
Bengtsons indsats inden for udforskningen af hellenistisk historie har betydet at hans navn er slået fast blandt de store historikere inden for dette felt, som f.eks Hammond, Walbank, Rostovtzeff, Bickerman og Beloch. Hans betydning kan også ses af at nogle af hans værker er blevet oversat til engelsk.